# Censored
Censored is een studioalbum van Hawklords uit 2014. Na de reünie van 2011 kwam er weer regelmatig nieuw werk van deze muziekgroep uit. De muziek bestaat uit spacerock. Het album is opgenomen in Earth Lab, Manor Studios en Music Complex Studio. Centraal thema van het album is censuur en leugens, op welke manier dan ook, soms ook door een stortvloed van informatie. Catwalk chic gaat bijvoorbeeld over de nepwereld van de catwalk (“In a world of powder and glass, plastic surgery gives you the sass”)

## Musici
- Ron Tree – zang
- Jerry Richards – gitaar, basgitaar, synthesizer en zang
- Adrian Shaw – basgitaar, synthesizer, effecten
- Harvey Bainbridge – toetsinstrumenten
- Dave Pearce – slagwerk

Met
- Michael Moorcock, hij draagt een eigen gedicht voor in Induction.
- Johan Constable (John Crow), tekst in Damned

## Muziek
| Nr. | Titel                                       | Duur |
| --- | ------------------------------------------- | ---- |
| 1.  | State of emergency (Tree, Richards, Pearce) | 7:24 |
| 2.  | Damned (Shaw, Richards, Tree, Constable)    | 3:46 |
| 3.  | Forever (Richards, Shaw, Tree)              | 4:40 |
| 4.  | Induction (Moorcock, Shaw, Bainbridge)      | 6:42 |
| 5.  | Sonic seven kiss (Richards, Tree, Pearce)   | 3:08 |
| 6.  | Starstruck (Richards, Tree, Pearce)         | 3:56 |
| 7.  | It’s what you wanted (Shaw, Richards, Tree) | 5:12 |
| 8.  | Soma (Bainbridge)                           | 3:02 |
| 9.  | Catwalk chic (Richards, Tree, Pearce)       | 4:09 |
| 10. | Upside down man (Richards, Tree, Pearce)    | 3:26 |
| 11. | The well of forever (Richards)              | 5;30 |
| 12. | You what (Shaw, Richards, Pearce, Tree)     | 5:23 |